# Acraea vidua
Acraea vidua är en fjärilsart som beskrevs av Ungemach 1932. Acraea vidua ingår i släktet Acraea och familjen praktfjärilar. Inga underarter finns listade i Catalogue of Life.